# Scabiosa corsica
Scabiosa corsica är en tvåhjärtbladig växtart som först beskrevs av René Verriet de Litardière, och fick sitt nu gällande namn av J. Gamisans. Scabiosa corsica ingår i släktet fältväddar, och familjen Dipsacaceae. Inga underarter finns listade i Catalogue of Life.